# Anemopaegma rugosum
Anemopaegma rugosum là một loài thực vật có hoa trong họ Chùm ớt. Loài này được (Schltdl.) Sprague mô tả khoa học đầu tiên năm 1931.